# Мендыгалиев, Нурлан Жайбергенович
Нурла́н Жайберге́нович Мендыгали́ев (5 апреля 1961, Алма-Ата, Казахская ССР, СССР) — советский ватерполист, бронзовый призёр Олимпийских игр. Заслуженный мастер спорта СССР (1982).

## Карьера
На Олимпийских играх 1988 года в составе сборной СССР выиграл бронзовую медаль, обыграв в матче за 3-е место команду ФРГ. На турнире провёл 7 матчей и забил 5 голов.
Двукратный победитель чемпионатов Европы в 1983 и 1985 годах.
После завершения карьеры оставил спорт, получил образование нефтяника и стал работать по профессии. В настоящее время Мендыгалиев работает в одной из фирм в Атырау, которая занимается разработкой Кашаганского месторождения.